# Ащису (село)
Ащису́ (каз. Айдарлы) — село у складі Жамбильського району Алматинської області Казахстану. Адміністративний центр та єдиний населений пункт Саритаукумського сільського округу.
Населення — 312 осіб (2021; 340 у 2009, 621 у 1999, 1375 у 1989).